# 苗樂文
苗樂文（英文）: Thomas James Mehrmann) 是一位美國商人，現時為北京環球影城的總經理。在此之前，他是香港海洋公園的首席執行官，直到2016年8月1日。

## 海洋公園
盛智文坦言成為海洋公園主席時，自己從沒有管理主題公園的經驗，所以到世界各地選才組成一支強大的管理團隊，他亦是從中學會如何管理主題公園。他表示：「當我遇到苗樂文，我覺得他非常好。因此我叫他不要離開，我會聘請你。」
苗樂文於2004年2月加入海洋公園擔任行政總裁，其後公園在入場人次、收入、盈餘、現金儲備等各方面均屢創紀錄，更在世界頂尖級的主題公園和動物設施業界中佔一領導席位。
苗樂文離職之後，服務海洋公園22年、任副行政總裁的李繩宗從行政總裁苗樂文手中接棒，成為海洋公園首位華人CEO。